# Hospital San Vicente de Paul (Santiago de Chile)
El Hospital San Vicente de Paul, también conocido como Lazareto de San Vicente de Paul, fue el primer hospital clínico de la Universidad de Chile; estaba situado en el mismo lugar de la actual Escuela de Medicina, en la manzana comprendida entre las actuales calles Profesor Zañartu por el norte, Doctor Carlos Lorca Tobar hacia el sur, Independencia por el poniente y La Paz hacia el oriente, comuna de Independencia, Santiago de Chile.

## Ubicación
Al interior del recinto perteneciente al actual Hospital Clínico José Joaquín Aguirre, Campus Norte de la Facultad de Medicina de la Universidad de Chile, en Doctor Carlos Lorca Tobar 991 —aunque a veces se da la dirección del citado hospital , que está a la altura del 999 de la misma calle—, se encuentra la capilla del antiguo lazareto, declarada Monumento Histórico el 12 de enero de 1981, bajo el Decreto Supremo n.º 73. La capilla es una de las pocas estructuras sobrevivientes del San Vicente de Paul, al que en 1952 se decidió demoler para construir un hospital nuevo y más moderno.
Este establecimiento fue el primero de su tipo en la zona, sirviendo en un principio como lazareto en una época en que las continuas epidemias causaban estragos en las capas bajas de la población debido a las deplorables condiciones de vida en que habitaban.
El Hospital San Vicente de Paul tuvo una larga vida de casi 80 años, forjando muchas generaciones de médicos que establecieron las bases de la medicina chilena.

## Historia

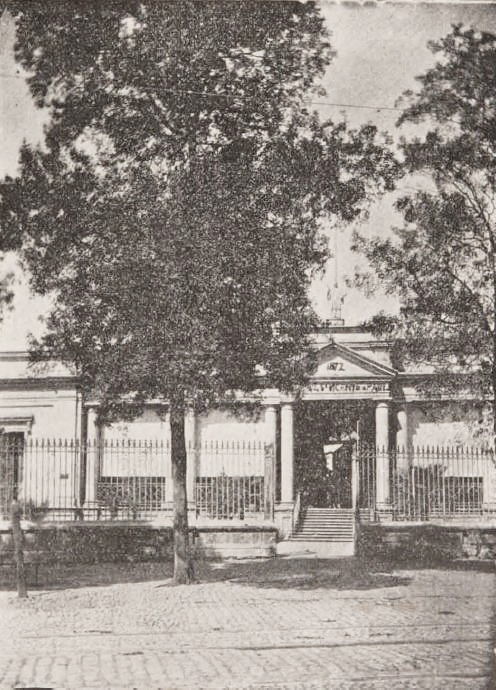
Fachada del Hospital de San Vicente de Paul (1902).

En 1872, cuando una gran epidemia de viruela golpeaba duramente a Chile, el presidente Federico Errázuriz Zañartu, nombró una comisión encargada de realizar una colecta pública con el fin de construir un lazareto para variolosos, el San Vicente de Paul, y un hospital para enfermos comunes, el Salvador. Gracias a la actividad desplegada por sus dos secretarios, Benjamín Vicuña Mackenna y Ramón Barros Luco, se logró reunir en un corto tiempo más de trescientos cincuenta mil pesos, parte de los cuales se invirtió en comprar algunas quintas en La Cañadilla (actual avenida Independencia) para levantar allí el lazareto. 
El 9 de mayo de 1872, se encargó al arquitecto Eusebio Chelli la confección de los planos del nuevo hospital, pero fue el arquitecto Carlos Stegmoller quien llevó a cabo el proyecto y la construcción de las obras.  El lazareto comenzó a edificarse  en el barrio de La Chimba el 1 de septiembre de ese año y fue inaugurado en 1875. En realidad, la sección para hombres había abierto sus puertas el 2 de noviembre del año anterior y en su fachada aparecía la inscripción “Fundado en 1872”, año de la colocación de la primera piedra. A partir de su inauguración oficial pasó a denominarse oficialmente Hospital San Vicente de Paul. 
Las naves para mujeres las levantó el arquitecto Juan Geiger entre enero de 1888 y marzo de 1895. El 17 de abril de 1889 se inauguró, en presencia del presidente José Manuel Balmaceda, la Escuela de Medicina en el espacio rectangular comprendido entre las secciones de hombres y mujeres (al norte de la primera y al poniente de la de damas). Esta, junto al lazareto y a otro recinto asistencial que después se llamó Hospital San José, consolidaron el sector como centro de servicio de salud y educación, cualidad que mantiene.
Durante la Guerra del Pacífico, el conjunto de San Vicente de Paul quedó destinado exclusivamente al Ejército y su sección lazareto a los variolosos. Durante ese conflicto, las salas del hospital cobijaron también a prisioneros bolivianos y peruanos. En agosto de 1891, acogieron casi 2000 heridos de las sangrientas batallas de Concón y Placilla que en la guerra civil de ese año terminaron en la derrota de los balmacedistas.
En 1905 comenzó a construirse la maternidad del hospital, de acuerdo a los planos del arquitecto francés Henri Grossin; las obras, paralizadas durante años, fueron retomadas en 1913 y terminadas por Ricardo Larraín Bravo. En 1929, San Vicente de Paul se puso oficialmente a disposición de la citada Escuela de Medicina como su Hospital Clínico.
En San Vicente de Paul trabajaron médicos ilustres, como José Joaquín Aguirre, Exequiel González Cortés, Manuel Barros Borgoño, Lucas Sierra, Raimundo Charlín, Luis Froemel, Manuel J. Barrenechea Naranjo, Santiago Barrenechea, Roberto del Río, Alejandro del Río, entre otros.
En 1936, durante el segundo gobierno de Arturo Alessandri Palma, se inició la construcción de un nuevo y más moderno hospital, emplazado entre el lazareto y la calle doctor Carlos Lorca Tobar. La obra fue paralizada en 1939 y reiniciada sólo en 1944. Después de un voraz incendio que la mañana del 2 de diciembre de 1948 afectó a la Escuela de Medicina, varias cátedras encontraron refugio en algunas salas clínicas y auditorios de la sección mujeres del antiguo Hospital San Vicente de Paul, manteniéndose allí por casi dos décadas. 
El nuevo recinto asistencial se terminó en 1952 y pasó a llamarse Hospital Clínico José Joaquín Aguirre en honor al doctor que destacó la importancia de la física y la química en los diversos dominios de la medicina. Ese mismo año, comenzó la construcción de la nueva y actual Escuela de Medicina, en reemplazo de la original incendiada, y con ella, la demolición del San Vicente de Paul, de cuyo vasto conjunto de edificios quedan algunas naves dispersas, como las antiguas salas San Miguel y Mercedes y, en forma aislada y destacada, la capilla. En 1953, el hospital y la Escuela de Medicina quedaron bajo el dominio de la Universidad de Chile. 
El patrimonio histórico del Hospital San Vicente de Paul se guarda hoy en el Museo Nacional de Medicina.

## El servicio

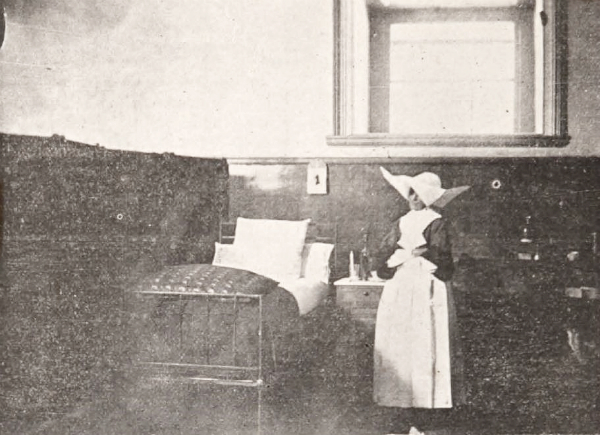
Hermana de la caridad sor Mercedes, que asistió al poeta Pedro Antonio González.

A cargo del hospital estaban las Hermanas de la Caridad de San Vicente de Paul, una congregación de nacionalidad francesa, que en 1663 había fundado el célebre sacerdote Vicente de Paul. Este santo, canonizado en 1737, fue el primer educador de la asistencia voluntaria, por cuanto reclutó a personal profesionalizado y lo preparó mediante cursos teóricos y prácticos que constituyeron en realidad la más antigua escuela de enfermeras del mundo. Fueron ellas quienes instalaron y establecieron la capilla  en el patio central del sanatorio, la cual fue declarada Monumento Histórico en 1981.
El servicio médico comprendía 2 residentes, 9 médicos de sala, 14 estudiantes de medicina internos, un estadístico, un practicante y dos mozos para cada sala, la boticaria y sus ayudantes. Para el servicio interior había 1 mayordomo, 10 empleados de cocina, 2 de la lavandería, 156 mozos y los empleados de ocasión que se hacían necesarios. Todos, tanto médicos como el servicio común, dependían directa y exclusivamente del administrador, el cual los nombraba y removía a su voluntad.

## Distribución del edificio
La fachada de la sección de hombres miraba hacia la Avenida Independencia y tenía una extensión de 133 metros. El edificio ocupaba el tercio medio de la cuadra entre las actuales calles Doctor Carlos Lorca Tobar (ex Santos Dumont, y antes del Rosario) y Zañartu (antigua calle del Panteón). En otras palabras, la fachada del antiguo hospital ocupaba casi exactamente el mismo espacio del actual frontis de la Escuela de Medicina, y sus respectivas entradas principales casi se correspondían. Además, tenía una segunda entrada por un callejón que iba a abrirse a la avenida del Panteón, por la cual se hacía el servicio interno del establecimiento y la extracción de los cadáveres para el Cementerio General de Santiago.
Separado de la Avenida Independencia por una reja de hierro, había un antepatio irregularmente triangular con una comunicación con la casa del médico residente a la derecha, y un departamento para dispensados a la izquierda, hacia el lado de la Escuela de Medicina. En su costado poniente, que daba a la calle, funcionaba el dispensario de oftalmología que constaba de sala de espera, sala de examen y curaciones, y sala de clases. En el costado oriente, se encontraban los dispensarios de enfermedades del aparato digestivo y el de otorrinolaringología.

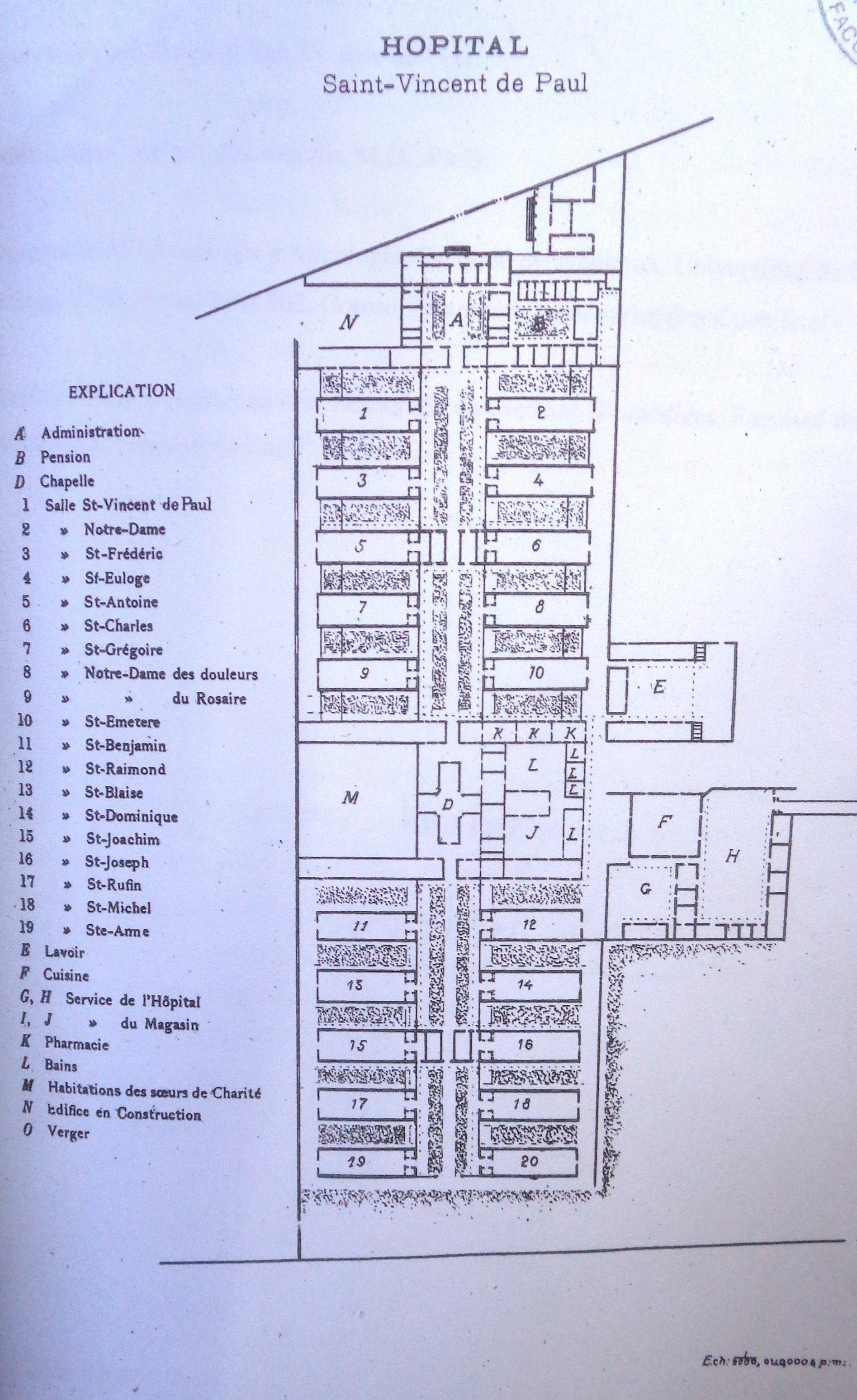
Plano del Hospital San Vicente de Paul

El frente del hospital tenía un corredor por delante, el pasillo de entrada en el centro, las oficinas de la estadística a la derecha y de la portera a la izquierda. El edificio, de forma rectangular, se desarrollaba a partir de un eje mayor en sentido oriente-poniente. El primer patio incluía el departamento para el internado a la derecha y el del pensionado a la izquierda, ambos con patios separados y divididos en varias habitaciones, con catorce alumnos el internado y dieciocho camas el pensionado. En el segundo patio estaban la sala para enfermedades de los ojos y otra sala de observación a la derecha, y dos salas de cirugía a la izquierda. Entre el segundo y tercer patios existía un cuerpo formado, a ambos lados, por las salas de clínica médica. El tercer patio contenía una sala de pediatría y una de medicina a la derecha, y dos de cirugía a la izquierda. El cuerpo de edificios entre el tercer y cuarto patios, estaba formado, a la derecha, por el pabellón de cirugía y, a la izquierda, por la botica con sus anexos. El cuarto patio contenía la capilla con corredores en los costados. El quinto patio disponía de una sala de medicina y otra de cirugía a la derecha, y a la izquierda se encontraba el departamento de la policía formado por una sala de medicina y otra de cirugía. Entre el quinto y sexto patios existía un cuerpo de edificios constituido a la derecha por una sala de cirugía menor y a la izquierda por una de vías urinarias. El sexto patio contenía, a la derecha, el departamento para el Ejército formado por una sala de medicina y una de cirugía y, a la izquierda, una de medicina y cirugía. Los pabellones para difteria, erisipela y enfermedades de la piel estaban colocados en uno de los patios laterales de la derecha y con el mínimo de comunicación con el resto del edificio. El departamento de baños se encontraba en uno de los patios laterales de la izquierda. Se componía de dos salones, el primero con cinco tinas de mármol, agua caliente y fría, piso de ladrillos de composición, paredes pintadas al temple, excusado y urinario para los pensionistas, y el segundo para uso general, con 17 tinas de mármol, agua caliente y fría, piso de ladrillos de composición, paredes pintadas al temple y subdividido en retretes aislados por mamparas de madera de dos metros de alto. Los laboratorios clínicos estaban anexos a las respectivas salas de clínica. La lavandería ocupaba un patio independiente que se internaba del lado de la sección mujeres y de la Escuela de Medicina y que se comunicaba con el Hospital por una sola puerta. Los varios departamentos de la lavandería ocupaban un gran galpón cerrado por tres costados y unos salones adjuntos. Todos estos departamentos tenían piso impermeable, de fácil aseo y con su respectivo desagüe. La cocina ocupaba un gran salón en un patio del lado norte, un poco más al Interior del de la lavandería y de los baños. Más al interior de la cocina, siguiendo siempre por los patios laterales de la izquierda, había salones especiales para bodega, leñera, carpintería, para guardar leche, verduras, etc.
Las salas hospitalarias se dividían, en el cuerpo principal del edificio (sección de hombres), en dos largas filas (norte y sur), estando cada fila constituida por 10 salas. Los nombres de las salas de la fila norte eran, en sentido poniente-oriente, del Carmen, San Eulogio, San Carlos, Dolores, San Emeterio, San Jenaro, San José, Santo Domingo, San Miguel y Mercedes. Los nombres de las salas de la fila sur eran San Vicente de Paul, San Federico, San Antonio, San Gregorio, Rosario, San Benjamín, San Blas, San Joaquín, San Rufino y Santa Ana. Estaban todas orientadas de norte a sur y tenían 26 metros de largo por 7 de ancho y 6,9 de alto. Cada sala poseía 10 ventanas (5 por lado) de antepecho bajo para una mejor vista y recibir el sol, y 2 puertas situadas en sus extremos norte y sur (3 metros de alto y 1,7 de ancho). En el extremo que daba a los patios centrales, cada sala tenía dos pequeñas piezas, destinadas una al médico y otra a la religiosa. Detrás de cada sala había un galpón con 2 o 3 costados cerrados y con piso de ladrillo, que servía de comedor y de pieza de estar a los convalecientes. Los costados abiertos daban a pequeños patios empedrados y por los cuales se hacía el servicio interno de las salas. En el costado posterior de estos patios había un excusado para cada sala, el cual se abría directamente a la acequia. La distribución de las salas era 8 de cirugía (dos a la izquierda del segundo patio, dos a la izquierda del tercer patio, dos en el quinto patio que incluían una para el departamento de policía, y dos en el sexto patio con una de ellas para el Ejército), 7 de medicina (una a la derecha del tercer patio, dos en el quinto patio que incluían una para la policía, dos en el sexto patio con una para el Ejército), 1 de pediatría (a la derecha del tercer patio), 1 de vías urinarias (a la izquierda, entre el quinto y sexto patios), 1 de cirugía menor (frente a la sala de urología), 1 de enfermedades de la vista y 1 de observación (las dos últimas a la derecha del segundo patio). El número total de camas era de 568 y en cada sala había de 25 a 40 camas. Las salas de cirugía tenían cinco salas anexas para curaciones y dos pabellones de operaciones. El pabellón llamado Vicente Dávila Larraín estaba colocado en el fondo de uno de los patios laterales del lado sur, separado de las salas vecinas y sin ninguna comunicación con ellas.
Tratándose de un hospital de ambos sexos, la separación entre ellos estaba dada por pesadas puertas de fierro, murallas y divisiones. El terreno que correspondía a la sección de hombres tenía 46.820 metros cuadrados, formando un rectángulo tendido de oriente a poniente de 133 metros de ancho (correspondientes a la fachada) por 320 de fondo. La sección de mujeres, construida entre 1888 y 1895, tenía una orientación perpendicular a la sección de hombres y su frontis miraba a la calle Panteón. En 1905 se edificó la maternidad, colindante con la sección mujeres, según planos del arquitecto Enrique Grossin. Esta obra, paralizada durante algunos años, fue retomada en 1913 por el arquitecto Ricardo Larraín Bravo.
El fondo del edificio se ubicaría actualmente cerca de la porción media del Instituto de Anatomía Patológica Francisco Puelma Tupper y donde hoy se encuentran las dos salas Egaña. Los galpones que se habían construido en la parte posterior del Hospital para los variolosos fueron desmontados, y los materiales entregados a las Hermanas de la Caridad para construir un asilo anexo de viudas y huérfanos. A lo largo de todo el costado sur y del extremo oriente había una faja de terreno cultivado, a la cual no podían acceder los enfermos.

## La capilla

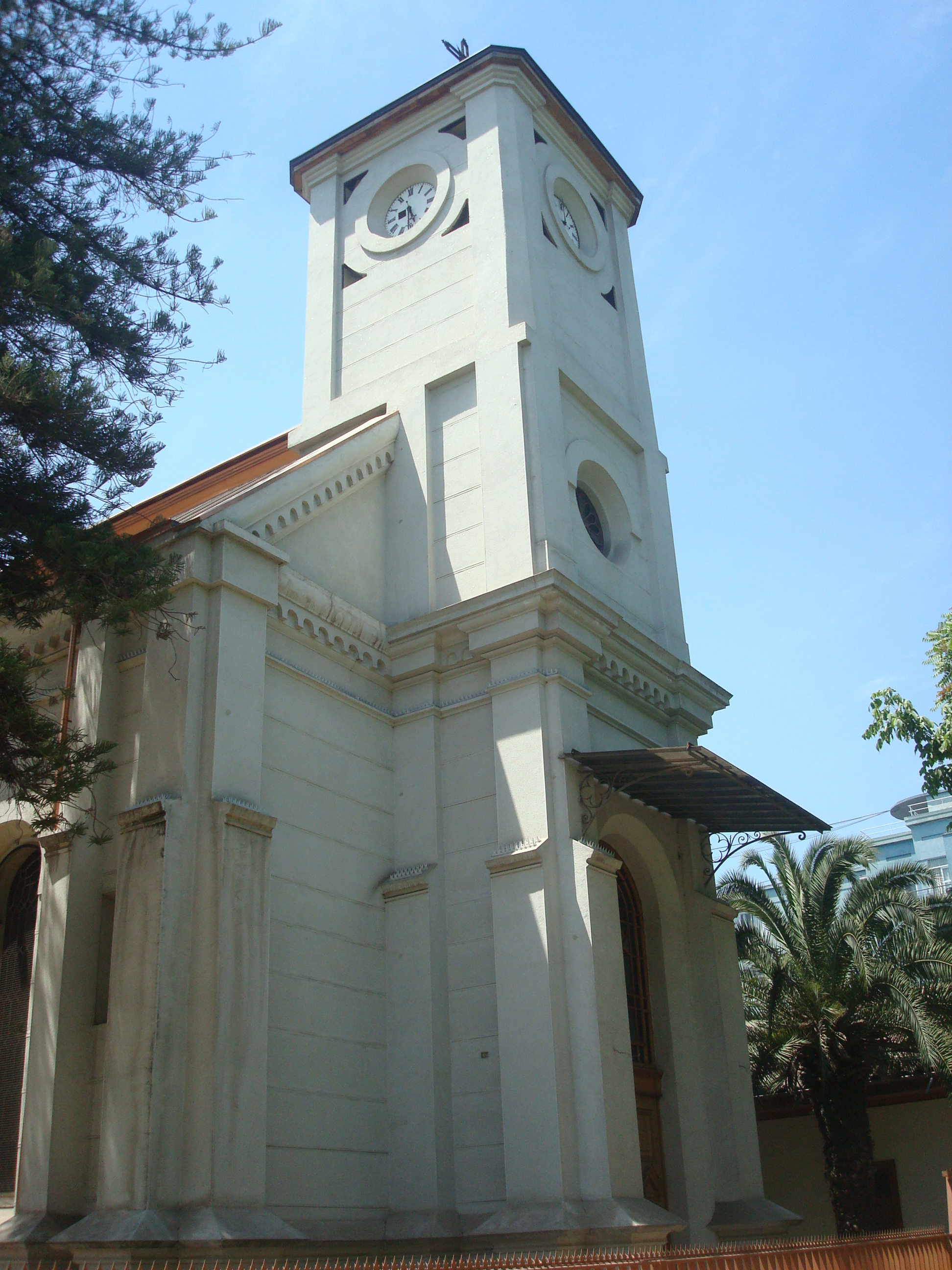
Fachada de la Capilla San Vicente de Paul en el año 2009.

La capilla estaba ubicada aproximadamente al centro de la sección hombres. Aún se conserva en su posición original, ya que fue una de las pocas obras que se salvaron de ser demolidas y que se mantienen rodeadas por las nuevas construcciones. Fue declarada Monumento Histórico Nacional, por el Decreto Supremo N.º 73, el 12 de enero de 1981. Recientemente fue remodelada.
La capilla se destacaba como el elemento central y ordenador del recinto hospitalario. Se levanta sobre una planta de cruz latina (el pie mayor que el resto de los brazos). Sus brazos laterales, que nacen cerca del centro de la nave central, se prolongan al norte y al sur con recintos adosados, lo que da al volumen exterior del edificio, la apariencia de una cruz griega (todos los brazos del mismo tamaño). Su torre cuadrada, de herencia italiana, enmarcada por pilastras hasta la cubierta, los contrafuertes de escasa proyección que modulan las fachadas, los vanos de medio punto y la franja decorativa de pequeños arcos tapados que corre debajo de la cornisa superior, rodeando el edificio, acercan esta capilla al estilo romántico.
Al poniente y sobre el nártex que marca el acceso a la nave central, la torre de planta cuadrada alza su base y sus dos tambores del mismo tamaño. En el segundo tambor, un reloj de cuatro esferas y grueso marco circular, asoma sus cuatro caras. Cuatro faldones curvos conforman su cubierta rematada por una gran cruz de hierro. En la base de la torre, un alto vano aloja la puerta de madera tallada, de dos hojas, del ingreso principal, protegido por una marquesina de estructura metálica vidriada.
El Interior de la capilla se distingue por las dos bóvedas que, en su crucero, forman una bóveda por aristas, y los dos coros situados en cada uno de los dos brazos laterales con sus barandas y alfarjes tallados en madera. Un tercer coro alto ocupa un tercio del tramo poniente de la nave. El ábside es recto. Entre la sobria decoración de la capilla, se destacan los vitrales de diseños geométricos y de vidrios de colores brillantes, realzados por dibujos ejecutados al ácido.
El Hospital estaba construido sobre la base de una estructura de adobe, a excepción de la capilla que es de ladrillo en la base, luego de adobe, y está coronada por una viga de hormigón armado (incorporada posteriormente). El revoque es un estuco preparado a base de cal.
La estructura de techumbre es de madera. Bajo ella, armadas con listones y yeso, se conforman las cúpulas encamonadas (construidas de tabique, para imitar una bóveda).
La capilla es de propiedad de la Universidad de Chile junto con todo el complejo hospitalario del José Joaquín Aguirre. Eclesiásticamente, por otra parte, pertenece al territorio de la parroquia de La Estampa, del Arzobispado de Santiago.

## Situación actual
Las construcciones que aún subsisten corresponden a la sección más antigua del Hospital (sección de hombres), cuya construcción data de 1872. El área de la Escuela contiene varios viejos edificios, que son restos del Hospital San Vicente de Paul. Después de un estudio cuidadoso, se demostró que dos salas clínicas del edificio original (las actuales salas Egaña, antiguas salas San Miguel y Mercedes), la mitad de una tercera sala (la Escuela de Nutrición, llamada sala Santo Domingo en 1901), y algunas partes de la antigua lavandería (edificio que alguna vez ocupó el Laboratorio de Patología Experimental de la Facultad de Odontología) aún permanecen intactas. Para investigarlo, se consiguieron planos, uno del antiguo Hospital en el Museo de Historia de la Medicina de la Facultad de Medicina (plano levantado en 1901) y otro de la actual Facultad de Medicina (para comparar se tuvo que ampliar ambos planos a una misma escala), y se realizaron numerosas mediciones en terreno de los edificios existentes. Se pudo observar que las dos salas Egaña actuales y el edificio ocupado por la Escuela de Nutrición, se correspondían casi exactamente con las últimas tres salas de la fila norte de la sección de hombres. El edificio actual de Nutrición correspondía sólo a la mitad norte de su sala original. Para corroborar los hallazgos que sugerían los planos, se decidió realizar mediciones en terreno. Cada sala presentó un ancho externo de 10 metros y una separación de la sala adyacente por un espacio de 10 metros (exactamente como lo indica el plano de 1901). Las medidas internas de las salas Egaña fueron 26 metros de largo, 8 metros de ancho y 6 metros de alto (las medidas ya mencionadas de las salas eran 26 metros de largo por 7 de ancho y 6,9 de alto). Las salas actuales tienen 5 ventanas por lado, al igual que las salas originales. La puerta sur que se conserva en la penúltima sala (San Miguel) tiene las mismas dimensiones que la descrita más arriba (esta es la única puerta conservada pues las otras fueron clausuradas). Además, cada sala tiene varios respiraderos en forma de cruz de malta ubicados en la parte superior de sus murallas laterales, tal como lo atestiguan las fotografías existentes del antiguo Hospital. Cada muralla tiene una base de ladrillo de 1,8 metros de altura, correspondiendo los 4,2 metros superiores a una construcción de adobe. Se conservan además algunas porciones embaldosadas de los pasillos que había frente a las salas San Miguel y Mercedes, y de lavandería. Se tomaron además medidas de las dimensiones y la ubicación del edificio antiguo de Odontología en relación con diferentes hitos (capilla, calle Profesor Alberto Zañartu, salas Egaña, etc.) y se compararon con las medidas deducidas del plano de 1901. Estos últimos resultados sugieren fuertemente que el edificio actual existente corresponde a la sección norte de la antigua lavandería. En resumen, los resultados obtenidos indican que, aparte de la capilla, aún permanecen intactas dos salas y media y parte del edificio de la lavandería del antiguo Hospital San Vicente de Paul.
Dentro del vasto y desordenado complejo, que incluye la capilla, el Hospital José Joaquín Aguirre y la Escuela de Medicina, se reúnen, además, el Instituto Tecnológico, los laboratorios, la Escuela de Enfermeras, los antiguos pabellones del ex Hospital San Vicente de Paul, estacionamientos, retazos de jardines y zonas arboladas, y en la misma manzana, el Servicio Médico y Dental y el Instituto Médico Legal más al oriente, el Instituto Nacional del Cáncer. En el interior de esta manzana se aprecia un desorden espacial dado por la disgregación de los elementos y edificios sin conexión ni estructura espacial. La capilla es una suerte de isla, rodeada de espacios que no tienen una función determinada y supuestas áreas verdes sin unión, ni con el Hospital ni con la Facultad. Las áreas verdes y de esparcimiento están disgregadas y mal emplazadas.

## Trabajos de restauración
En el año 1996, se recuperaron 18 vitrales en el perímetro de la capilla, fabricando y colocando sus respectivas protecciones en malla metálica y reparando sus cubiertas, y se restauró la imagen de la Virgen del Rosario, reparando, además, su base pedestal.
El 6 de julio de 1998 se suscribió un convenio entre la Fundación San Vicente de Paul y la Universidad de Chile, con el que se pusieron en marcha trabajos y obras de restauración de la capilla. La primera etapa, a cargo de los arquitectos Ricardo Atanacio G. y Nieves Balbontín G., consistió en recuperar el pabellón de adobe adosado al sur de la capilla. En la segunda etapa, encargada a un equipo de profesionales de la Facultad de Arquitectura de la Universidad de Chile, se consideró centrar las acciones en la liberación de agregados espurios (eliminación de los adosamientos degradantes sumados en el encuentro de la nave principal y la secundaria, que no permiten leer la cruz original e ignoran la pureza del esquema primitivo), la intervención de la capilla (estabilidad de la torre y su basamento, restauración de sus elementos deteriorados, mutilados o desaparecidos, y sustitución del muro de adobe del ala norte de la cruz latina, por otro de albañilería), y la construcción de una sacristía. En 1999, se aprobó el proyecto de restauración de la sacristía.
El 18 de abril de 2000, se presentó el expediente del resto del proyecto de restauración a la Dirección de Obras de la Municipalidad de Independencia. El legajo de planos definitivos del proyecto fue entregado al Consejo de Monumentos Nacionales el 1 de junio de 2000. La Municipalidad de Independencia aprobó el proyecto el 8 de junio de 2000.